# Leilani Bishop
Leilani Bishop (11 de septiembre de 1976) es una modelo estadounidense. A los 15 años, fue descubierta en Kauai por una cazatalentos, Cindy Kauanui de Jet Set Models y subsecuentemente apareció en las portadas de Flare y Allure, y modeló para Tommy Hilfiger, Balenciaga, Esprit, y Victoria's Secret.
En 1993 Bishop apareció en la portada del álbum de la banda Hole, Live Through This vestida como una concursante de una competición de belleza, con el maquillaje corriéndole por la cara. Fue fotografiada por Ellen von Unwerth.
En 2000, realizó el papel de Resin, "la chica de portada más maleducada y narcisista que jamás haya pisado una pasarela," en la película The Intern.
Es la fundadora y presidente de Women for the World, una organización sin ánimo de lucre con sede en Santa Mónica, California. En 2012, Bishop creó una colección de fragancias con su nombre.